# Аквилон
Зачем ты, грозный аквилон,

Тростник болотный долу клонишь?

Зачем на дальний небосклон   

Ты облачко столь гневно гонишь?
Аквилон (лат. aquilo (aquilonis) — «северный ветер») — (а) древнеримское название северо-восточного, иногда северного ветра. Как и другие ветры, Аквилон представляли божеством, олицетворявшим эту силу природы, соответствовал древнегреческому Борею (βορεας); (б) античное и средневековое название земель, лежащих в северо-восточном направлении от Рима — под Аквилоном, как указывал ученик Нострадамуса Шавиньи, понимали «Германию, Польшу, Литву, Ливонию, Готию, Швецию, Норвегию, Скандинавию, океанские острова, Московию, две Сарматии».